# Corongiu
Corongiu è una frazione, divisa fra i due comuni di Carbonia e di Iglesias, di circa 70 abitanti. All'interno dell'abitato si trova la moderna chiesetta di Sant'Anna. 
: Barega e Tanì, fra Carbonia, Iglesias e Villamassargia.

## Demografia Storica
Evoluzione demografica della località di Corongiu nei vari censimenti secondo i seguenti anni: 
| 1861 | 1871 | 1881 | 1901 | 1911 | 1921 | 1931 | 1936 | 1951   | 1961 | 1971 | 1981                                | 1991                                | 2001   | 2011 |
| ---- | ---- | ---- | ---- | ---- | ---- | ---- | ---- | ------ | ---- | ---- | ----------------------------------- | ----------------------------------- | ------ | ---- |
| ab.  | ab.  | ab.  | ab.  | ab.  | ab.  | ab.  | ab.  | 65 ab. | ab.  | ab.  | 14 ab. (Carbonia) 67 ab. (Iglesias) | 21 ab. (Carbonia) 62 ab. (Iglesias) | 66 ab. |      |